# Vùng xanh

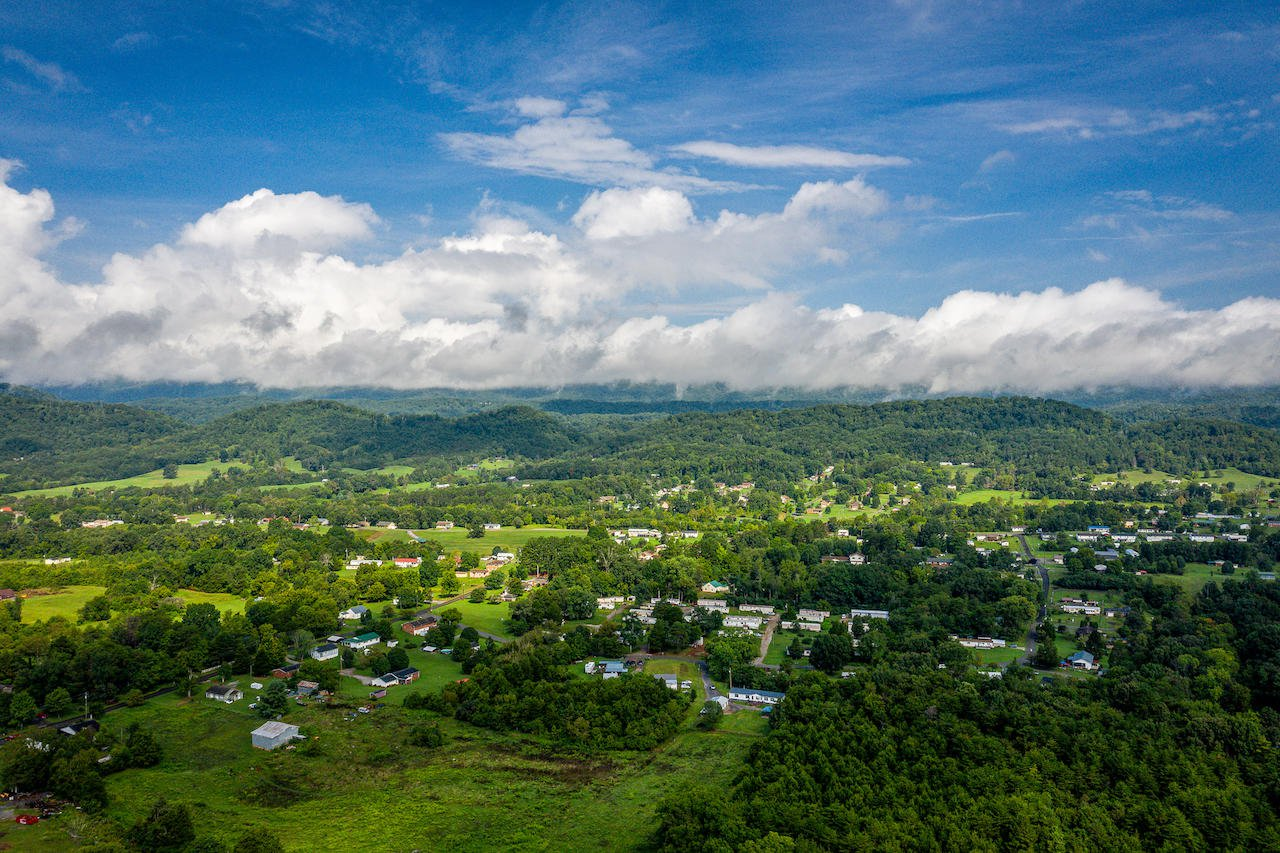
Một khu đô thị với mảng xanh bao phủ

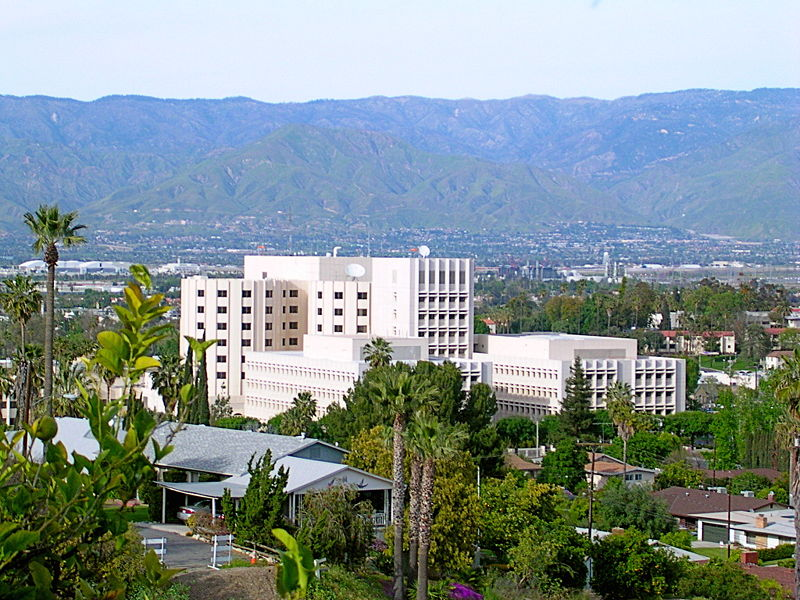
Một trung tâm y tế ở Loma Linda

Vùng xanh (Blue zone) là những khu vực địa lý cụ thể ở trên thế giới, nơi mà mọi người sống ở đó được cho là đã sống lâu hơn mức tuổi thọ trung bình. Năm Vùng xanh được người ta đề xuất là Quận Okinawa ở Nhật Bản; Tỉnh Nuoro, Sardinia của Ý; Bán đảo Nicoya của Costa Rica; Icaria của Hy Lạp; và Loma Linda thuộc California, Hoa Kỳ, điểm chung của những nơi này đó là nơi người dân sống vui, sống khỏe, sống trường thọ hơn bất kỳ vùng đất nào trên trái đất. Tại Việt Nam thì cụm từ Blue Zones được nhiều người, nhất là giới trẻ nhắc đến với ý nghĩa muốn đưa nhau đến vùng đất xanh, tươi đẹp để thay đổi lối sống, mong muốn được sống khỏe mạnh, tươi trẻ, ít bệnh tật, ngày ngày được thư thái giữa thiên nhiên.

## Đại cương

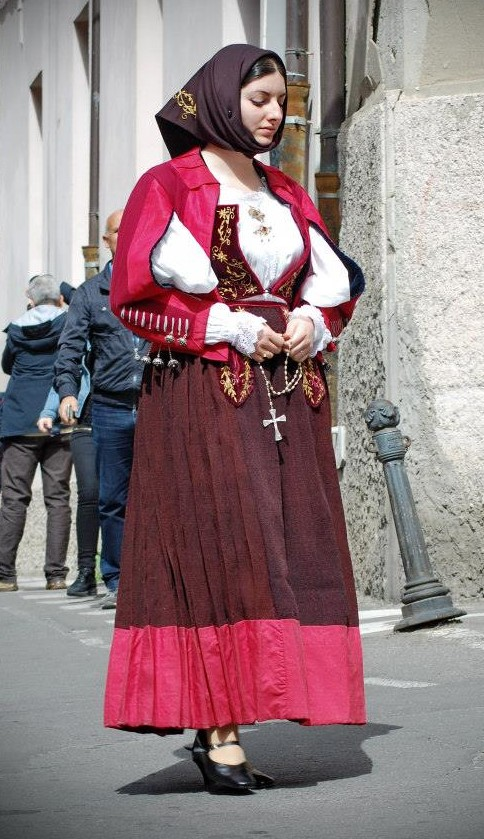
Cư dân vùng Nuoro

Khái niệm Blue Zone (Vùng xanh) là kết quả nghiên cứu nhân khẩu học do Gianni Pes và Michel Poulain thực hiện, xuất bản năm 2004. Hai người này xác định tỉnh Nuoro của Sardinia (Italy) là khu vực có mật độ nam giới thọ đến trăm tuổi cao nhất và gọi khu vực này là Blue Zone. Dựa trên nghiên cứu này thì Dan Buettner vốn là một nhà thám hiểm Mỹ, nhà báo, tác giả nhiều bài báo nổi tiếng trên New York Times đề xuất thêm 4 địa điểm gồm Okinawa (Nhật Bản), Nicoya (Costa Rica), Icaria (Hy Lạp) và Loma Linda (bang California, Mỹ). Những khu vực này có môi trường trong lành, thiên nhiên tươi đẹp nhờ sự bảo vệ của con người. Vùng đất Blue Zone cũng tập trung nhiều cây xanh và sông suối; cũng là nơi con người sống lâu và khỏe mạnh, ít bệnh tật. 
- Icaria là một hòn đảo nằm ở Hy Lạp, nơi mọi người có chế độ ăn giàu dầu ô liu, rượu vang đỏ và rau củ quả tự trồng tại nhà
- Sardinia (Ý) với Ogliastra là một tỉnh ở phía đông Sardinia, đây là ngôi nhà có những nam giới sống thọ nhất thế giới. Vì Ogliastra là tỉnh núi non nhiều nhất ở Sardinia nên người dân ở đây thường làm việc trong các trang trại, vườn tược và rất chuộng uống rượu vang đỏ.
- Okinawa (Nhật Bản) là nơi của những người phụ nữ sống thọ nhất thế giới, đây là những phụ nữ dùng nhiều thực phẩm chế biến từ đậu nành trong các bữa ăn và thường xuyên tập Thái Cực Quyền.
- Bán đảo Nicoya (Costa Rica): Chế độ ăn của người Nicoya thường có đậu và một loại bánh tráng bắp (Tortilla bắp). Những người dân ở khu vực này cũng thường xuyên thực hiện các công việc yêu cầu thể chất dù cho đã về già và có một quan niệm sống được gọi là "Plan de vida".
- Giáo hội Cơ Đốc Phục Lâm ở Loma Linda, California (Mỹ) là tập hợp một nhóm người rất sùng đạo, họ là những người ăn chay rất nghiêm ngặt và sống trong những cộng đồng gắn bó chặt chẽ với nhau.

Vùng Xanh mở rộng ra là khái niệm dùng để chỉ những khu vực địa lý trên thế giới mà ở đó môi trường trong lành, thiên nhiên tươi đẹp, không bị ô nhiễm nhờ sự chung tay bảo vệ của cộng đồng và chính quyền địa phương. Vùng Xanh còn là khu vực sinh sống của nhiều loài thủy sản, hải sản, tập trung nhiều cây xanh và sông suối. Đây là nơi con người sống khỏe, trường thọ. Điểm chung của những vùng đất này là thiên nhiên trong lành, con người sống gần gũi, giao hòa với thiên nhiên trong từng hơi thở, bước đi, bữa ăn, giấc ngủ. Kết quả nhiều nghiên cứu đã cho thấy người dân ở Vùng Xanh có tuổi thọ cao trên thế giới, con số này cao hơn mức thông thường, người dân rất ít mắc các bệnh mãn tính. Và cách để họ tận hưởng cuộc sống đó chính là sống, tận hưởng, hòa mình vào thiên nhiên, vào không gian sống lý tưởng.